# Världsmästerskapen i starbåt 2009

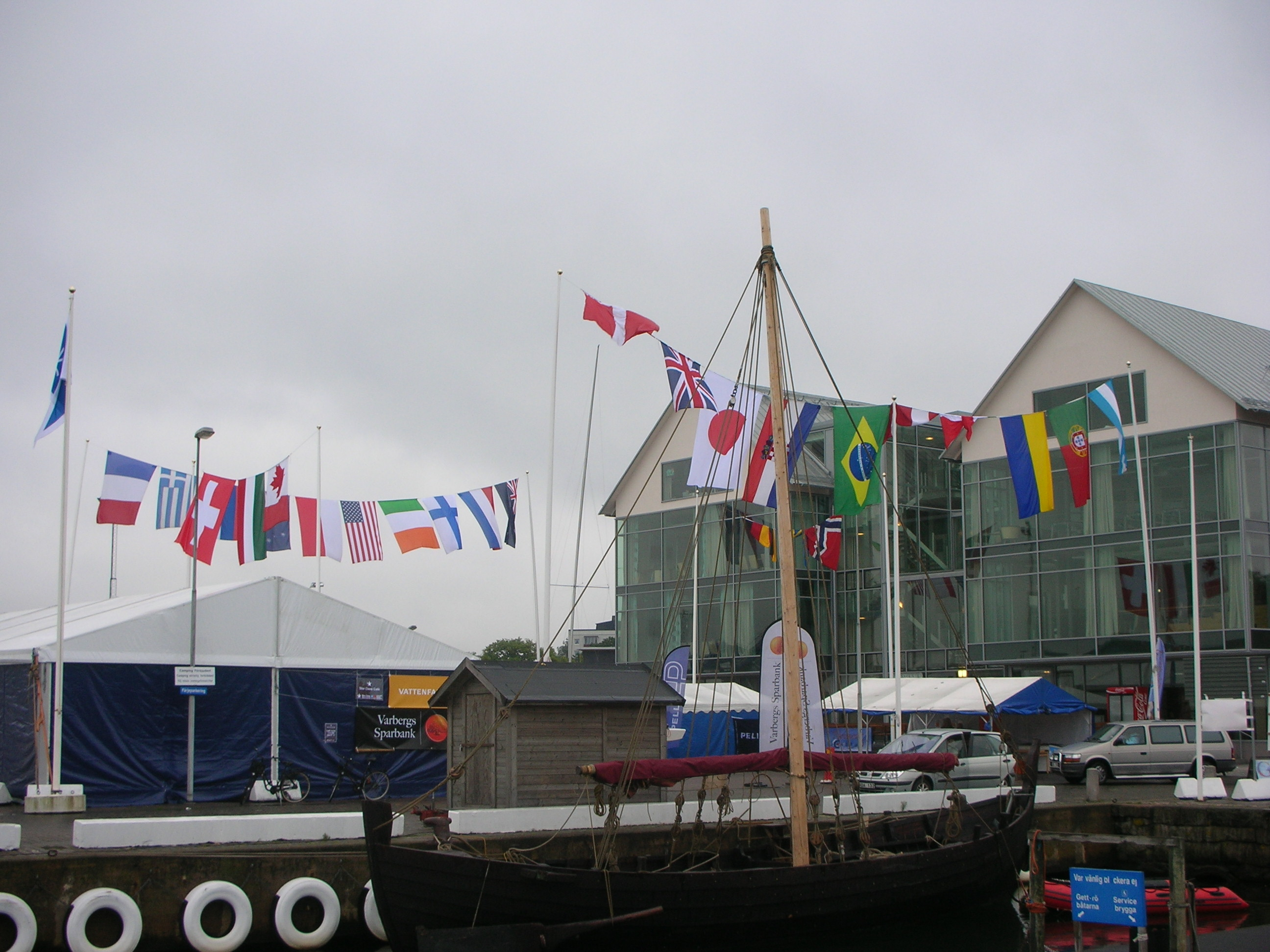
De deltagande nationernas flaggor i Varbergs hamn.

Världsmästerskapen i starbåt 2009 arrangerades 30 juli-9 augusti 2009 i Varberg, Sverige. Öppningsceremonin hölls den 1 augusti.
Det var tredje gången världsmästerskapen i starbåt arrangeras i Sverige, efter Marstrand 1970 och 1979. 
Världsmästerskapen arrangerades i samarbete mellan Internationella Starbåtsförbundet och Varbergs Segelsällskap.